# Толсть
Толсть (рос. Толсть) — присілок Бокситогорського району Ленінградської області Росії. Входить до складу Климовського сільського поселення.
Населення — 22 особи (2012 рік).